# Italonormanowie

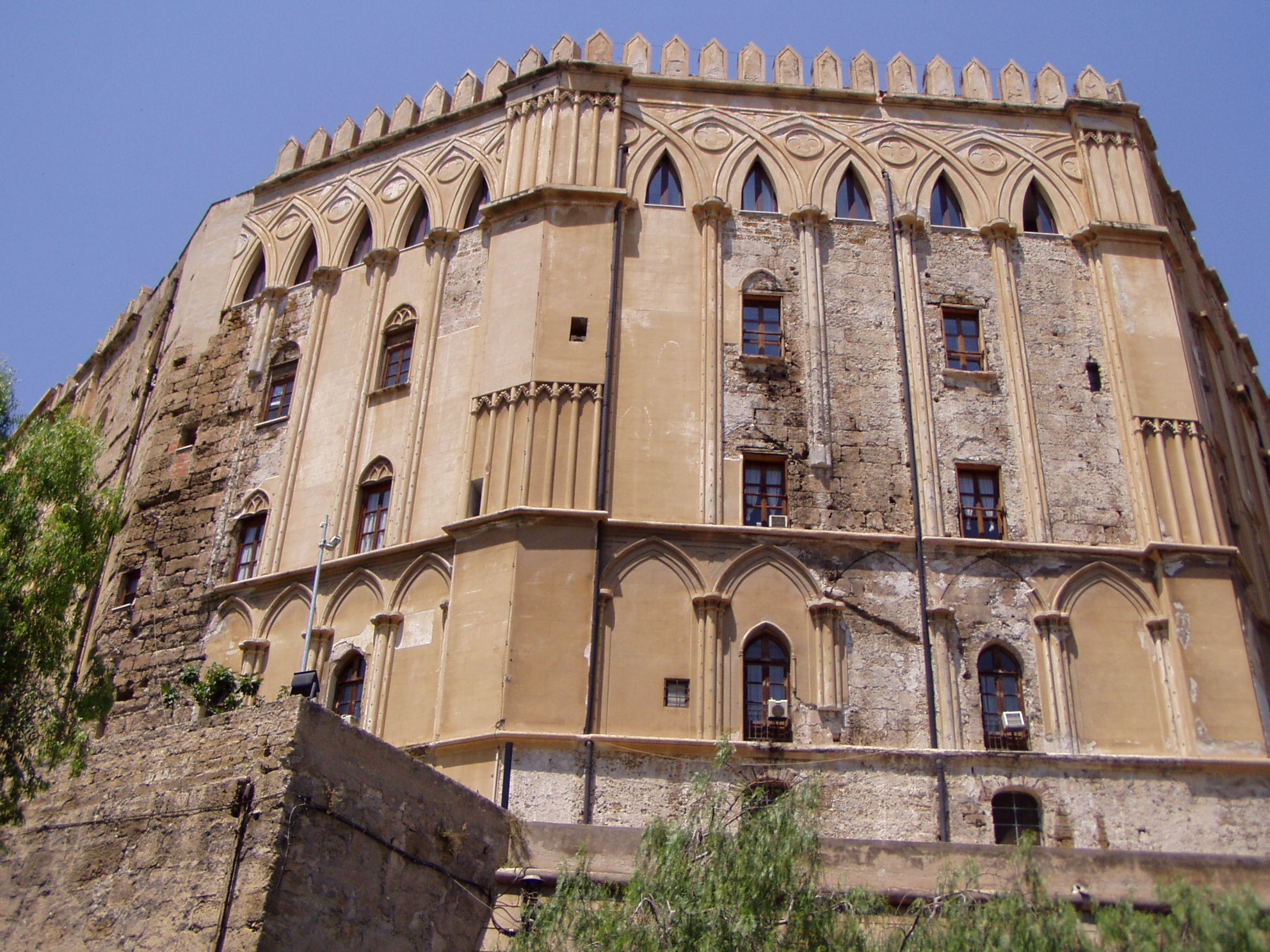
Palazzo dei Normanni – pałac normańskich władców w Palermo.

Italonormanowie także Normanowie italscy lub sycylijscy – określenie używane w historiografii w stosunku do Normanów osiedlających się lub działających na terenie Italii (głównie na południu) a także ich potomków.

## Historia
Pierwszymi Normanami na tych terenach Italii byli kupcy i pielgrzymi powracający z Ziemi Świętej. Według źródeł miało to miejsce w X i XI wieku. Konflikt między podzielonymi książętami longobardzkimi a bizantyjskim Katepanatem wzbudzał duże zainteresowanie wojowniczych i żądnych łupów Normanów. Pierwsza grupa zbrojnych, służących jako najemnicy, pojawiła się w 1017 roku na usługach lombardzkich panów Apulii. Eskalacja konfliktu zwiększyła zapotrzebowanie na najemników i do Italii zaczęły napływać znacznie liczniejsze grupy rycerzy. Normanowie szybko spostrzegli słabość swoich pracodawców i dostrzegli w niej szansę na stworzenie własnych władztw na tych terenach. Okazało się, że taktyką, uzbrojeniem i umiejętnościami znacznie przewyższają przeciwników, co w krótkim czasie doprowadziło do przejęcia przez nich władzy nad niemal całą południową częścią Półwyspu Apenińskiego. Normańscy seniorzy ściągali na służbę swych krewniaków z Normandii, w wyniku czego ich liczba wciąż wzrastała. Społeczność ta, zachowując charakterystyczne normańskie cechy, takie jak przedsiębiorczość, waleczność i pobożność, nie uniknęła obcych wpływów, przejmując wiele elementów kulturowych od podbitych przez siebie Saracenów, Longobardów, Bizantyjczyków i ludności romańskiej. Zaowocowało to powstaniem oryginalnych elementów architektonicznych, zdobniczych a także, w późniejszym czasie, rozwojem nauki.
Italonormanowie odegrali dużą rolę w procesach politycznych i gospodarczych średniowiecznej Europy, uczestnicząc w rekonkwiście, krucjatach, wojnie z cesarstwem Bizantyjskim, rywalizacji papiesko-cesarskiej i walkach z Saracenami o kontrolę nad Morzem Śródziemnym.